# Delitto
Il delitto (dal latino delictum, participio passato del verbo delinquĕre, 'venire meno [al dovere]', composto dal prefisso de- e da linquĕre, 'tralasciare') è, nel diritto, un particolare tipo di illecito.

## Utilizzo
In particolare, il termine viene utilizzato con due diversi significati:
- nel diritto civile di alcuni ordinamenti di civil law, designa una delle due categorie in cui si dividono gli illeciti civili extracontrattuali (delitto civile);
- nel diritto penale di vari ordinamenti di civil law, designa una delle due o tre categorie in cui si dividono i reati (delitto penale).

## Delitto civile
Nel diritto civile di alcuni ordinamenti di civil law (Francia, Spagna ecc.) il "delitto" è una delle due categorie in cui si dividono gli illeciti civili extracontrattuali essendo l'altra quella del quasi delitto. La distinzione risale al diritto romano ed è stata accolta dal Code Napoléon, donde si è diffusa agli altri codici civili che lo hanno preso a modello, tra i quali il Codice civile italiano del 1865. Non è stata, invece, ripresa dal Codice civile italiano del 1942; scelte analoghe sono state fatte anche da altre codificazioni del XX secolo. La distinzione tra delitti e quasi delitti non è stata accolta nemmeno dal codice civile tedesco (BGB).
L'accezione di delitto come illecito civile è la più antica, risalendo al diritto romano dove il delictum (detto anche maleficium) era un atto illecito, fonte di obbligazioni (obligatiònes ex delicto). Il delictum era considerato un'offesa arrecata al singolo individuo e legittimava una reazione individuale, in ciò differenziandosi dal crimen, figura corrispondente all'odierno reato. In epoca classica erano considerati delicta il furtum, l'iniuria, il damnum iniuria datum e la rapina (bona vi rapta). In seguito il pretore accordò l'azione anche per altre figure di illecito, che in epoca postclassica furono fatte rientrare tra i quasi delicta.

## Delitto penale
Negli ordinamenti che adottano la classificazione tripartita, di origine francese, i "delitti" sono reati di gravità intermedia tra le contravvenzioni, più lievi, e i crimini, più gravi. Tale tripartizione, risalente alle codificazioni napoleoniche e, più precisamente, al Code d'instruction criminelle del 1808 e al Code penal del 1810, è stata poi adottata da molti altri ordinamenti di civil law, tra i quali quello italiano con il codice penale del 1865. Il criterio di classificazione è basato sulla pena: le pene vengono distinte in "criminali", "correzionali" e "di polizia" e i reati puniti con le medesime vengono classificati rispettivamente come crimini, delitti e contravvenzioni (ad esempio, il Codice penale italiano del 1865 annoverava tra le pene criminali: la pena di morte, i lavori forzati a vita, i lavori forzati a tempo, la reclusione, la relegazione e l'interdizione dai pubblici uffici; tra le pene correzionali: il carcere, la custodia, il confino, l'esilio locale, la sospensione dall'esercizio dei pubblici uffici e la multa; tra le pene di polizia: gli arresti e l'ammenda).
Con il tempo taluni ordinamenti hanno introdotto deviazioni dal modello originario. In particolare, in alcuni ordinamenti si è passati dalla tripartizione a una bipartizione, eliminando la categoria dei crimini e facendola confluire in quella dei delitti (così nei codici penali vigenti di Italia, Spagna e Paesi Bassi), oppure eliminando la categoria delle contravvenzioni (così in Germania, dove, a seguito delle riforme del 1974-1975, sono state trasformate in illeciti amministrativi). Tra i paesi in cui è, invece, rimasta la classificazione tripartita si possono ricordare Francia, Svizzera e Belgio.
Simili alla contrapposizione tra delitto e contravvenzione sono nei paesi di common law quella tradizionale tra felony e misdemeanor, ancora usata in vari ordinamenti soprattutto negli Stati Uniti, e quelle che altrove l'hanno sostituita (ad esempio, tra indictable offence e summary offence, adottata da Regno Unito, Canada, Australia e altri paesi del Commonwealth delle nazioni).

### Ordinamento italiano
Nel vigente Codice penale italiano, come già nel codice Codice Zanardelli del 1889, i reati sono distinti in "delitti" e "contravvenzioni". Il criterio distintivo è di carattere prettamente formale, essendo basato sulla pena prevista. Stabilisce, infatti, l'art. 39 c.p. che "i reati si distinguono in delitti e contravvenzioni, secondo la diversa specie delle pene per essi rispettivamente stabilite da questo codice", mentre l'art. 17 c.p. precisa che pene per i delitti sono l'ergastolo, la reclusione e la multa (alle quali, nel testo originario, si aggiungeva la pena di morte), mentre pene per le contravvenzioni sono l'arresto e l'ammenda. Sono, inoltre, delitti tutti i reati militari (art. 37, 3° comma, del Codice penale militare di pace).
Tra i più noti esempi di delitti si possono ricordare: l'omicidio, la strage, le lesioni personali, la rapina, l'estorsione, il furto, la truffa, il sequestro di persona, la violenza sessuale, la concussione, le varie forme di corruzione, il peculato, gli atti osceni, la bancarotta fraudolenta, l'abbandono di minore, l'omissione di soccorso, l'associazione per delinquere.

#### Distinzione dalle contravvenzioni
Anche se dottrina e giurisprudenza hanno variamente cercato un discrimine tra delitti e contravvenzioni, fino adesso il criterio formale appare l'unico in grado di distinguerli. Tra i criteri di distinzione sostanziali proposti si possono ricordare quello, più risalente nel tempo, secondo cui i delitti offenderebbero diritti naturali, preesistenti alla legge (mala in se) mentre la repressione delle contravvenzione sarebbe una scelta del legislatore, in vista della promozione del bene pubblico (mala quia prohibita); oppure quello secondo cui i delitti produrrebbero lesioni giuridiche mentre le contravvenzioni costituirebbero solamente un pericolo per un diritto altrui o per il bene pubblico. Nessuno di questi criteri, però, si è dimostrato convincente, trovando controesempi nel diritto positivo. Un vero e proprio criterio sostanziale di distinzione non viene fornito nemmeno dalla circolare della Presidenza del Consiglio dei ministri del 5 febbraio 1986 che, nell'indicare criteri orientativi per la scelta tra delitti e contravvenzioni in sede di redazione dei testi legislativi, raccomanda di ascrivere alle seconde le fattispecie di carattere preventivo-cautelare e quelle concernenti la disciplina di attività sottoposte ad un potere amministrativo.
In linea di massima, i delitti sono considerati più gravi e sono puniti più severamente delle contravvenzioni, ma non mancano casi di delitti che paiono meno gravi, e sono dunque puniti meno severamente di certe contravvenzioni: ad esempio, il delitto di minaccia è punito dall'art. 612 c.p. con la multa fino ad € 51, risultando in una pena più leggera della contravvenzione di radunata sediziosa, per la quale l'art. 655 c.p. commina l'arresto fino a un anno.

#### Disciplina specifica
Come detto, il codice penale stabilisce diverse pene per delitti e contravvenzioni, anche se le differenze sono più nominali che di sostanza (si pensi alla multa e all'ammenda). Oltre alle pene detentive (ergastolo e reclusione) e pecuniaria (multa) possono essere previste per i delitti specifiche pene accessorie (art. 19 c.p.):
- l'interdizione dai pubblici uffici, ai sensi dell'art. 28 c.p.;
- l'interdizione da una professione o da un'arte, ai sensi dell'art. 30 c.p.;
- l'interdizione legale, ai sensi dell'art. 32 c.p.;
- l'interdizione dagli uffici direttivi delle persone giuridiche e delle imprese, ai sensi dell'art. 32-bis c.p.;
- l'incapacità di contrattare con la pubblica amministrazione, ai sensi degli art. 32-ter e 32-quater c.p.;
- l'estinzione del rapporto di impiego o di lavoro, ai sensi dell'art. 32-quinquies c.p.;
- la decadenza o la sospensione dall'esercizio della responsabilità genitoriale, ai sensi dell'art. 34 c.p.

La distinzione tra delitti e contravvenzioni ha anche altre conseguenze di rilievo, poiché varie sono le disposizioni di parte generale del codice penale che li trattano diversamente. Si possono ricordare le seguenti differenze:
- di regola, nel delitto si risponde solo per dolo, anche se non mancano casi di delitto preterintenzionale o colposo, mentre per le contravvenzioni è sufficiente la colpa;
- la disciplina del tentativo, contenuta nell'art. 56 c.p., riguarda solo i delitti, non essendo configurabile il tentativo per le contravvenzioni;
- i delitti non possono essere estinti prima del giudizio mediante oblazione, prevista dagli art. 162 e 162 bis c.p. solo per le contravvenzioni;
- i termini per la prescrizione, previsti dall'art. 157 c.p., sono più lunghi per i delitti rispetto alle contravvenzioni;
- l'istituto della recidiva, disciplinato dall'art. 99 c.p., riguarda solo i delitti.